# Derkje Hazewinkel-Suringa

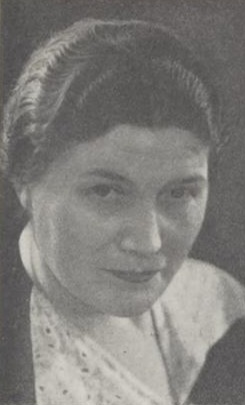
Derkje Hazewinkel-Suringa

Derkje Hazewinkel-Suringa (* 25. März 1889 in Groningen; † 2. August 1970 in Enschede) war eine niederländische Juristin und Professorin für Strafrecht und Strafprozessrecht an der Universiteit van Amsterdam. Sie war die erste Frau, die in den Niederlanden zur Professorin an einer juristischen Fakultät ernannt wurde, zugleich die erste Dekanin einer niederländischen juristischen Fakultät und die Autorin des Standardwerks „Inleiding tot de studie van het Nederlands strafrecht“ (Einführung in das Studium des niederländischen Strafrechts).

## Werdegang
Derkje Hazewinkel-Suringa war die Tochter von Johannes Dirk Suringa (1862–1918) und Jantien Hilbrants (1863–1946). Zusammen mit ihren jüngeren Geschwistern Hinderika und Johannes wuchs sie in Groningen auf, wo ihr Vater Beamter im Stadtsekretariat war. Sie ging zur weiterführende Schule und legte nach fünf Jahren 1907 ihr Examen ab. Anschließend besuchte sie die Hauswirtschaftsschule und belegte zu ihrem eigenen Vergnügen Kurse in Psychologie und Logik bei Professor Gerard Heymans an der Universität Groningen.
Im Juli 1910 heiratete Derkje Hazewinkel-Suringa ihren früheren Lehrer am Gymnasium, Cornelis Hazewinkel (1875–1962), damals Geschichts- und Niederländischlehrer in Zwolle. 1911 wurde ihr Sohn Jan geboren. Als ihr Mann 1912 stellvertretender Schulleiter am Barlaeus Gymnasium wurde, zog die Familie von Zwolle nach Amsterdam in die Okeghemstraat 9 und später in die Nr. 15. Dort kamen 1914 ihr Sohn Johan Cornelis Dirk und 1920 Tochter Wilhelma Maria zur Welt. Um ihren Lebensunterhalt zu sichern, nahmen die Hazewinkels Pflegekinder auf.
Als ihre Kinder weiterführende Schule besuchten, begann Derkje Hazewinkel-Suringa 1921 mit dem Jurastudium an der Universität Amsterdam. Beeinflusst war dieser Entschluss durch den sich verschlechternden Gesundheitszustand ihres Mannes und durch den Verlust der ehelichen Ersparnisse, die überwiegend in der russischen Eisenbahngesellschaft investiert waren, die während der russischen Revolution ohne Reparationen verstaatlicht wurde. 1922 beendete Derkje Hazewinkel-Suringa ihr Bachelorstudium mit Auszeichnung und arbeitete von 1923 bis 1926 als wissenschaftliche Hilfskraft für Römisches Recht beim Romanisten Henri Hijmans. Im Jahr 1925 schloss sie ihr Doktorat ebenfalls mit Auszeichnung ab und hielt von 1926 bis 1930 als Assistentin von Professor Paul Scholten Vorlesungen zu Erbrecht und Zivilrecht. Zwischenzeitlich zog die Familie 1927 in eine Wohnung im oberen Stockwerk der neu erbauten Minervalaan 20.

### Professur

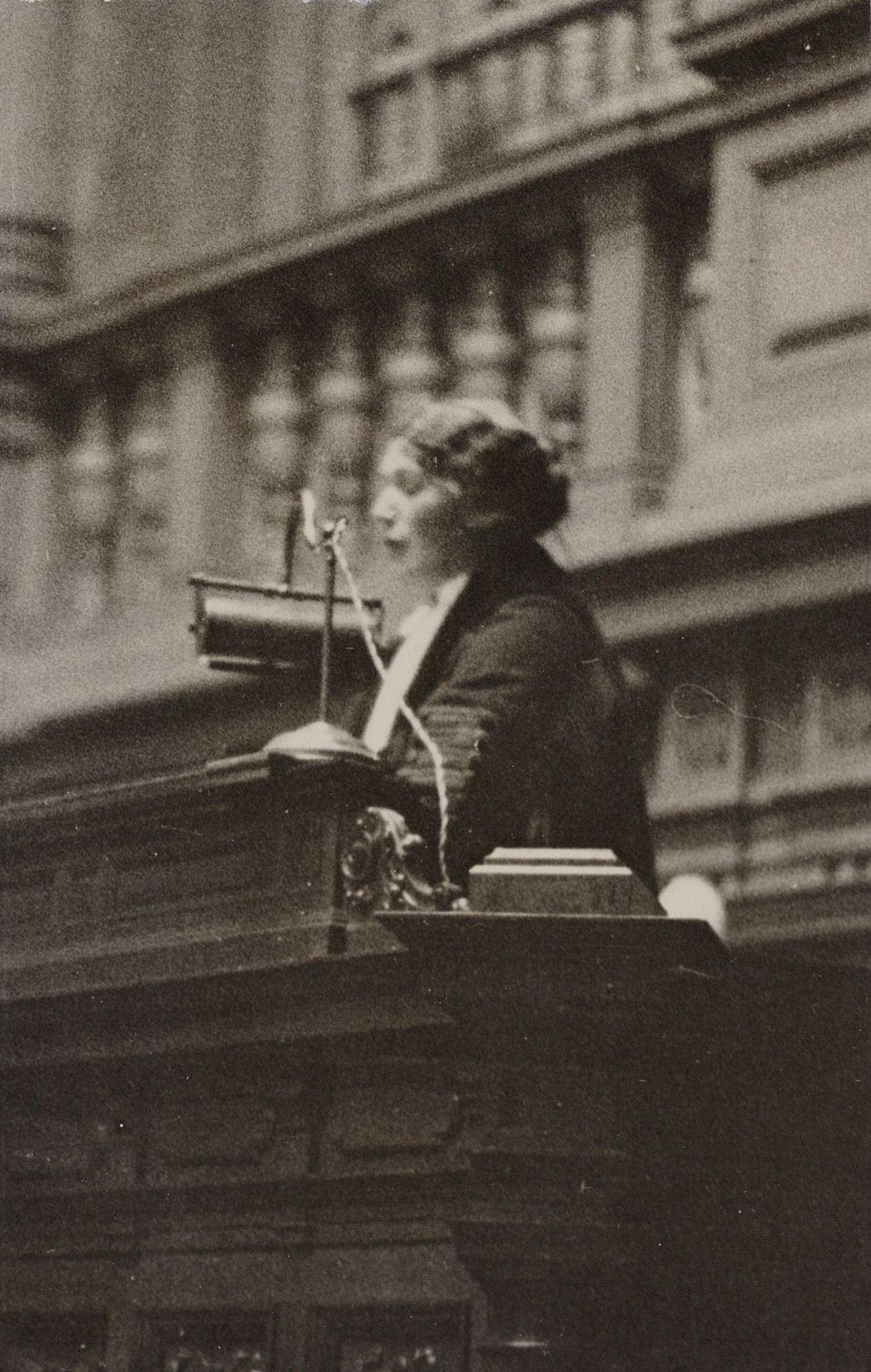
Derkje Hazewinkel-Suringa bei ihrer Antrittsrede 1932

Am 19. Juni 1931 promovierte Derkje Hazewinkel-Suringa bei Isaac Henri Hijmans mit „Mancipatio en traditio: bijdrage tot de kennis van de eigendomsoverdracht in het Romeinsche recht“, einer Dissertation über den Eigentumsübergang im römischen Recht. 1932 wurde sie durch die nach dem Tod von Professor Van Dijck freiwerdende Stelle zur ordentlichen Professorin für Strafrecht und Strafprozessrecht ernannt. Damit war sie die erste niederländischen Inhaberin eines juristischen Lehrstuhls, ein Novum, das kritisiert und über das in den Zeitungen berichtet wurde. Het Volk hob im Januar 1932 den außergewöhnlichen Umstand der Vergabe des Lehrstuhls an eine verheiratete Frau und Mutter dreier Kinder hervor, und De Gooi- en Eemlander beschrieb im Mai 1932 den „neuen Stern am Professorenhimmel“ als eine Art Kuriosität: eine Professorin, die dennoch „eine fesche Hausfrau“ war. In ihrer Antrittsvorlesung „De straf en haar achtergrond“ (Die Bestrafung und ihr Hintergrund) wandte sich Derkje Hazewinkel-Suringa gegen Vergeltung als Hauptziel der Bestrafung und argumentierte, dass der Schutz der Rechtsstaatlichkeit als Hauptziel der Bestrafung anzusehen sei.

### Positionierung gegen den Nationalsozialismus
Derkje Hazewinkel-Suringa war parteilos, jedoch politisch engagiert. Im Jahr 1934 protestierte sie gemeinsam mit sechs weiteren Juristen gegen die strafrechtliche Verfolgung eines niederländischen Mitglieds der Sociaal-Democratische Arbeiderspartij in Deutschland, das von den Nationalsozialisten der Verbreitung der Exilzeitung Freie Presse verdächtigt wurde. 1936 wurde sie Mitglied des antifaschistischen „Comité van Waakzaamheid“, einer Initiative zur Warnung vor den Gefahren des Nationalsozialismus. Zwei Jahre später unterzeichnete sie die „Adres van intellectuelen“ gegen die neue Politik der Regierung zur Ausweisung von Ausländern und 1938 einen Appell an den Justizminister, deutsch-jüdische Kinder in sehr großer Zahl aufzunehmen. 1939 wurde sie Dekanin der juristischen Fakultät.
Als während der Besetzung der Niederlande im März 1942 jüdische Professoren entlassen wurden, arbeitete Hazewinkel-Suringa zusammen mit dem Anatomieprofessor Martinus Willem Woerdeman einen Antrag aus, der die Schließung der Universität bis zur Rücknahme der Entlassungen forderte. Der Akademische Senat lehnte ihn mit 41 zu 23 Stimmen ab. Noch im selben Jahr wurde sie aufgrund ihres Engagements gegen den Faschismus, wie auch weitere Professoren entlassen, und aus Amsterdam und der Provinz Nordholland verbannt. Einen Teil der verbleibenden Kriegsjahre verbrachte sie daraufhin in verschiedenen Notunterkünften in Utrecht.

### Weiteres Leben
Nach der Befreiung erhielt Derkje Hazewinkel-Suringa 1945 ihre Stelle an der Fakultät zurück. In ihrem ersten Artikel 1946 wandte sie sich vergeblich gegen die Wiedereinführung der 1870 abgeschafften Todesstrafe, die zuletzt im Jahr 1952 vollstreckt und erst 1983 aus der Verfassung der Niederlande getilgt wurde. Erfolgreich war ihr Protest gegen die Beibehaltung der von den Besatzungstruppen eingeführten Fusion von Koninklijke Marechaussee und Rijkspolitie. 1953 veröffentlichte Derkje Hazewinkel-Suringa „Inleiding tot de studie van het Nederlands strafrecht“ (Einführung in das Studium des niederländischen Strafrechts), das die Grundlage für die strafrechtliche Ausbildung von Jurastudenten bildet und vielfach nachgedruckt und überarbeitet wurde. Es gilt bis heute als Standardwerk.
1959 ging Derkje Hazewinkel-Suringa in den Ruhestand. 1962 starb ihr Mann. Kurz vor ihrem Tod zog sie wegen einer Erkrankung zu ihrer Tochter nach Enschede, wo sie im August 1970 starb.

## Ehrungen und Gedenken
1998 wurde Derkje Hazewinkel-Suringa vom Elsevier-Magazin in die Top 50 der Frauen aufgenommen, die „im 20. Jahrhundert die Niederlande geprägt“ haben.
Nach einer Kampagne von Doktorandinnen, die sich an der Unsichtbarkeit von Frauen im akademischen Diskurs störten, wurde 2018 ein Gemälde von Derkje Hazewinkel-Suringa der Porträtgalerie des Fakultätszimmers im Oudemanhuispoort, einer der Hauptstandorte der Universität von Amsterdam, hinzugefügt.
In Leiden wurde eine Straße nach ihr benannt und 2019 die „Derkje Hazewinkel-Suringabrug“ in Amsterdam.

## Publikationen (Auswahl)
- Mancipatio en Traditio. Bijdrage tot de kennis van de eigendomsoverdracht in het Romeinse recht. Samsom, Alphen aan den Rijn 1931
- De straf en haar achtergrond. Antrittsvorlesung,  Samsom, Alphen aan den Rijn 1932
- Praeadvies over de omvang van de werking der strafwet naar de plaats. Tjeenk Willink, Zwolle 1949
- Inleiding tot de studie van het Nederlands strafrecht. Tjeenk Willink, Haarlem 1953
- De doolhof van het beroepsgeheim. Tjeenk Willink, Haarlem 1959